# Kamenné mostky v Jáchymově
Tři kamenné renesanční mostky přes Jáchymovský potok se nacházejí v blízkosti bývalého Panského mlýna při vjezdu do Jáchymova. Mostky bývaly součástí říšské silnice z Jáchymova do Karlových Varů a dokazující prudký rozvoj Jáchymova v 16. století. Jejich součástí jsou opěrné zdi zpevňující koryto potoka, které jsou pro šikmost můstků vůči korytu navzájem posunuté. Mostky byly zapsány 21. září 2005 na ústřední seznam nemovitých kulturních památek pod číslem 101584. V Památkovém katalogu je potok nazýván Vaseřice, přestože podle evidence VÚV i podle státních mapových děl patří tento úsek k Jáchymovskému potoku, přičemž Veseřice je jeden z potoků v jeho povodí.

## Popis
První mostek po proudu vedl na dvůr moučného mlýna Karl Schneidenmühle, druhý a třetí sloužily k vedení vozovky do města.[zdroj⁠?!]
Přes jeden kamenný most, v blízkosti mlýna, vedla stará Říšská cesta z Karlových Var do Jáchymova. Ještě před mlýnem, ale již mimo hlavní komunikaci, byl potok přemostěn dalšími dvěma kamennými mostky a poměrně hluboké koryto potoka bylo v okolí mostků oboustranně zpevněno kamennými opěrnými zdmi.
Dnes vede hlavní silniční komunikace (Karlovarská ulice, silnice I/25) po levém břehu potoka, potok překračuje po kamenném mostku pouze místní komunikace (ul. T. G. Masaryka),
Pro provoz se používá pouze jeden ze tří mostků. Pro nedostatečnou údržbu se všechny nacházejí v havarijním stavu. Původní parapetní zídky byly ubourané a dochovaly se pouze po úroveň komunikace. Při povodni v roce 2002 došlo k podemletí a částečné destrukci oblouků a opěrných zdí, ale v následujícím roce byly povodní způsobené škody napraveny.
V Památkovém katalogu jsou mostky rozlišeny římskými čísly I, II, III, avšak nemají založeny samostatné katalogové položky, nejsou samostatně zaměřeny a ani v popisu nejsou dostatečně rozlišeny. Přírůstkový bod kulturní památky je zaměřen na první most ve směru toku, ulice T. G. Masaryka je vedena po třetím mostku. V mapové příloze k rozhodnutí o prohlášení za kulturní památku jsou tři mostky pouze vybarveny, ale nejsou popsány žádnými rozlišujícími označeními, ani v textu rozhodnutí nejsou zřetelně jednotlivě popsány a rozlišeny.
O památkovou ochranu mostků požádalo město Jáchymov v době, kdy mostky byly poškozeny po povodních roku 2002, dopisem z 26. 11. 2002, adresovaným tehdejšímu Památkovému ústavu v Plzni, který byl od 1. 1. 2003 začleněn jako území odborné pracoviště do Národního památkového ústavu. V rozhodnutí, jímž ministerstvo kultury na návrh Národního památkového ústavu prohlašuje soubor mostků za kulturní památku, se uvádí, že vlastníkem všech tří mostků je město Jáchymov, zatímco vlastníkem pozemku pod potokem (pp. 5247/1) je stát (správcem je Povodí Ohře s. p.) a stavby zasahují též na pozemky ve vlastnictví Léčebných lázní Jáchymov a.s. (pp. 740), na městský pozemek, který je součástí místní komunikace (pp. 4890/11), a na státní pozemek, který je součástí silnice ve správě Ředitelství silnic a dálnic (pp. 4890/12). Pozemky pod stavbami nejsou předmětem památkové ochrany. Stát prostřednictvím Povodí Ohře s.p. vyjádřil s památkovou ochranou nesouhlas s tím, že mostky snižují kapacitu průtočného profilu, a s ohledem na to, že zhoršují průběh povodně a jsou nepotřebné a nevyužitelné, navrhl místo nákladné rekonstrukce spíše jejich odstranění. Ministerstvo kultury se s námitkou vypořádalo tím, že zhoršení průběhu povodní mu nepřísluší hodnotit.